# Pivovar Čeminy
Bývalý pivovar Čeminy (též Starckův pivovar Čeminy) stojí v obci Čeminy, 2 km od Města Touškov.

## Historie
Pivovar je součástí rozlehlého zámeckého areálu, který byl založen koncem 17. století (snad kolem roku 1670). Svým výstavem patřil v okolí k těm největším – maximální výstav činil 20 340 hl. První světová válka znamenala pro pivovar těžkou ránu. Výroba klesla o polovinu a ani po válce se situace nezlepšila. V červnu 1949 tedy došlo k ukončení provozu. Objekty poté patřily státnímu statku a chátraly.

## Současnost
Roku 1998 zámeček i s okolním areálem koupil Josef Vít. Ten postupně areál opravuje a také uvažuje o obnově výroby piva.